# Pirnowe
Pirnowe (ukrainisch Пірнове, russisch Пирново Pirnowo) ist ein Dorf in der ukrainischen Oblast Kiew mit etwa 670 Einwohnern (2006).

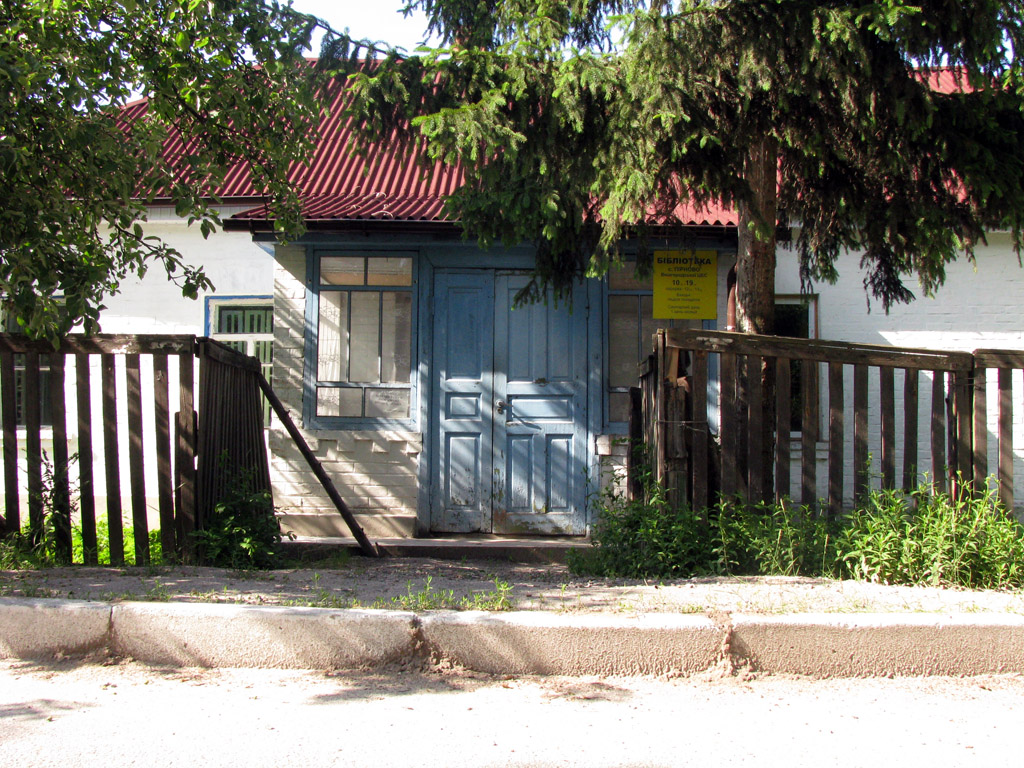
Bibliothek in Pirnowe

Das 1926 gegründete Dorf liegt an der Regionalstraße P–69 am Ufer der Desna im Osten des Rajon Wyschhorod 28 km nordöstlich vom Rajonzentrum Wyschhorod und etwa 48 km nordöstlich von Kiew. Das Dorf Wyschtscha Dubetschnja befindet sich 3 km südlich und das Dorf Woropajiw 3 km nördlich vom Dorf.

## Verwaltungsgliederung
Am 12. Juni 2020 wurde das Dorf zum Zentrum der neugegründeten Landgemeinde Pirnowe (Пірнівська сільська громада/Pirniwska silska hromada). Zu dieser zählen die 9 in der untenstehenden Tabelle aufgelisteten Dörfer, bis dahin bildete es die gleichnamige Landratsgemeinde Pirnowe (Пірнівська сільська рада/Pirniwska silska rada) im Osten des Rajons Wyschhorod.
Folgende Orte sind neben dem Hauptort Pirnowe Teil der Gemeinde:
| Name                     | Name          | Name                                   |
| ukrainisch transkribiert | ukrainisch    | russisch                               |
| ------------------------ | ------------- | -------------------------------------- |
| Bodenky                  | Боденьки      | Боденьки (Bodenki)                     |
| Lebediwka                | Лебедівка     | Лебедевка (Lebedewka)                  |
| Nowosilky                | Новосілки     | Новосёлки (Nowosjolki)                 |
| Nyschtscha Dubetschnja   | Нижча Дубечня | Низшая Дубечня (Nisschaja Dubetschnja) |
| Rowschi                  | Ровжі         | Ровжи                                  |
| Schukyn                  | Жукин         | Жукин (Schukin)                        |
| Suwyd                    | Сувид         | Сувид (Suwid)                          |
| Woropajiw                | Воропаїв      | Воропаев (Woropajew)                   |
| Wyschtscha Dubetschnja   | Вища Дубечня  | Высшая Дубечня (Wysschaja Dubetschnja) |